# Mithridate II du Pont
Pour les articles homonymes, voir Mithridate.
Mithridate II du Pont (en grec moderne : Mιθριδάτης Β'), mort en 220 av. J.-C., est un roi du Pont de la dynastie des Mithridatides qui règne d'environ 256/250 à 220 av. J.-C.

## Biographie
Mithridate II est le fils et successeur d'Ariobarzane du Pont et de son épouse Laodicé. Il épouse la princesse séleucide Laodicé, sœur des rois Séleucos II et Antiochos Hiérax. Il reçoit alors comme dot la « Grande-Phrygie ». 
Dans ce contexte, il se trouve impliqué dans la guerre fratricide qui oppose Séleucos et Antiochos Hiéras, comme les autres dynastes d'Anatolie, Ariarathe III de Cappadoce, époux de Stratonice III, une autre fille d'Antiochos II, et Zélas de Bithynie. Il soutient Antiochos Hiéras et avec l'appui de mercenaires galates, ils battent Séleucos II lors de la bataille d'Ancyre vers 240-239.

## Famille

### Mariage et enfants
De son mariage avec Laodicé (dite Laodicé A par les généalogistes), fille d'Antiochos II, Mithridate II laisse trois enfants :
- Mithridate III ;
- Laodicé III, épouse d'Antiochos III ;
- Laodicé B, épouse d'Achaios II.